# Sharknado: The Video Game
Sharknado: The Video Game — компьютерная игра в жанре «endless runner», разработанная компанией Other Ocean Interactive и изданная Majesco Entertainment. Игра основана на фильме Акулий торнадо 2: Второй по счёту.

## Геймплей
Игрок использует главного героя Фина, который бегает по различным районам Нью-Йорка населенного акулами. Фин может убивать акул различными видами оружия, а некоторые уровни требуют, чтобы игрок убил определённое количество акул, прежде чем продолжать путь. Каждый уровень состоит из трех этапов: беготня, сёрфинг и битва с боссом торнадо. Во время каждого уровня игрок может покупать оружия и аптечки, используя золото, который становится доступным во время игры или через microtransactions. После успешного завершения уровня игрок перейдёт на новый уровень с тем же уровнем сложностью.

## Релиз
Новость об игре была объявлена 10 июля 2014 года. Джефф Ли, вице-президент телеканала Syfy, сказал, что "проблема в том, что компьютерная игра может появиться до или во время второго фильма. Мы не давали игровому разработчику много времени. Обычно они хотят больше года, но здесь мы сказали, что нам нужно получить качественную игру, чтобы она могла завоевать успех фильма «Акулий торнадо 2». По словам «The Hollywood Reporter», если игра будет успешной, они, скорее всего, перейдут к другой игре для консолей.

## Критика
Игра в основном получила негативные отзывы. IGN дал рейтинг 5,5 и жаловался на то, что на каждом уровне играет одна и та же музыка, убогий геймплей и скучную покупку. Hardcore Gamer заявил, что игра, основанная на фильме, который буквально стремится быть ужасным, не соответствует его значению. Игра сделана лениво и плохо. Это просто скучный, с бесконечно бегающим героем, без достаточного количества идей, чтобы даже быть ещё ужасней.